# Misurazione del binario in rettilineo
La misurazione del binario è una condizione fondamentale nel posizionamento dei componenti costruttivi di una tratta ferroviaria per rimuovere problemi costruttivi minori e quindi garantire il comfort di marcia e la durabilità dell'infrastruttura. 
Per le tratte rettilinee si usano metodi di valutazione diversi da quelli usati per le tratte curve.
In linea retta il binario viene misurato durante la lavorazione prendendo come punto di riferimento i pali della linea elettrica posti ogni 50-60 metri su tutto il tragitto del binario. Su ognuno di loro sono state apportate dai costruttori quote di riferimento di linea e di livello che l'operatore dovrà osservare.
La misura della linea è la semplice distanza da un palo al binario; tale valore potrà essere maggiore o inferiore di quello riportato dalla quota stabilita nel progetto, per normali imprecisioni congenite del processo costruttivo.
Tramite una Rincalzatrice programmata con i dati rilevati, si procede quindi a spostare il binario alla quota corretta in senso latitudinale.
Esempio:
- la quota al palo prevista = 200 centimetri
- la misura effettuata = 205 centimetri
- risultato: la rincalzatrice dovrà spostare il binario 5 centimetri verso il palo

La misura del livello è l'altezza del binario in riferimento a un punto fisso quotato sul palo. 50 centimetri è l'altezza standard a cui deve essere posto il binario per avere un livello perfetto. La misura si effettua controllando con una livella a che altezza sta il binario misurandone la distanza dal punto fisso di quota al punto in cui il binario è in bolla. 
Se il binario si trova troppo in basso con una macchina Rincalzatrice si provvede a inserire del pietrisco al di sotto delle traverse.
Esempio:
- La misura di livello effettuata = 56 centimetri dal riferimento (il binario è basso 6 cm)
- Risultato: la rincalzatrice dovrà alzare il binario di 6 centimetri per portarlo a livello perfetto 50 cm.